# Yūsuke Yada
Yūsuke Yada (japanisch 谷田 悠介 Yada Yūsuke; * 22. September 1983 in der Präfektur Saitama) ist ein japanischer Fußballspieler.

## Karriere
Yada erlernte das Fußballspielen in der Universitätsmannschaft der Hōsei-Universität. Seinen ersten Vertrag unterschrieb er 2006 bei ALO's Hokuriku (heute: Kataller Toyama). Der Verein spielte in der dritthöchsten Liga des Landes, der Japan Football League. 2008 wechselte er zum Zweitligisten Sagan Tosu. Für den Verein absolvierte er 24 Ligaspiele. 2010 wechselte er zum Ligakonkurrenten Kataller Toyama. Für den Verein absolvierte er 77 Ligaspiele. Ende 2013 beendete er seine Karriere als Fußballspieler.